# 산크리스토발뒤쥐
산크리스토발뒤쥐(Sorex stizodon)는 땃쥐과에 속하는 포유류의 일종이다. 멕시코의 토착종이다.